# Pänultima
Pänultima, auch Paenultima oder Penultima (ergänze: vox, lat. vorletzter Ton) bezeichnet in der mittelalterlichen Musiklehre den Ton vor der Ultima (vox), dem letzten Ton einer Ligatur. In den Kontrapunktlehren des 14. bis 18. Jahrhunderts bezeichnet er den vorletzten Ton oder Klang einer Klausel. Als vorletzter Ort der Schlussbildung ist die Pänultima oft besonders ausgestaltet, z. B. als Organicus punctus (Orgelpunkt) in der Mehrstimmigkeit des 13. Jahrhunderts. Die der Pänultima vorangehende Position heißt Antepänultima bzw. Antepaenultima oder Antepenultima.